# Comtat de Varaždin
El Comtat de Varaždin (Varaždinska županija) és un comtat del nord de Croàcia, vora la frontera amb Eslovènia i Hongria. La seva capital és Varaždin. Limita amb el Comtat de Međimurje al nord, amb el comtat de Krapina-Zagorje al sud-est, amb el comtat de Zagreb al sud, i amb el comtat de Koprivnica-Križevci al sud-est.

## Fills il·lustres
- Vatroslav Kolander (1848-1912), compositors i organistes.

## Divisió administrativa
El comtat de Varaždin es divideix:
- Ciutat de Varaždin
- Vila de Ludbreg
- Vila de Lepoglava
- Vila de Ivanec
- Vila de Novi Marof
- Vila de Varaždinske Toplice
- Municipi de Bednja
- Municipi de Beretinec
- Municipi de Breznica
- Municipi de Breznički Hum
- Municipi de Cestica
- Municipi de Donja Voća
- Municipi de Donji Martijanec
- Municipi de Gornji Kneginec
- Municipi de Jalžabet
- Municipi de Klenovnik
- Municipi de Ljubešćica
- Municipi de Mali Bukovec
- Municipi de Maruševec
- Municipi de Petrijanec
- Municipi de Sračinec
- Municipi de Sveti Đurđ
- Municipi de Sveti Ilija
- Municipi de Trnovec Bartolovečki
- Municipi de Veliki Bukovec
- Municipi de Vidovec
- Municipi de Vinica
- Municipi de Visoko

L'assemblea del comtat té 41 representants, presidits by Vladimir Stolnik (HNS), compost així:
- HNS-HSLS-SHUS 22
  - Partit Popular Croat (HNS)
  - Partit Social Liberal Croat (HSLS)
- HSS-SDP-HUS-LS 11
  - Partit dels Camperols de Croàcia (HSS)
  - Partit Socialdemòcrata de Croàcia (SDP)
  - Partit Liberal (LS)
- HDZ-HKDU-DC 8
- Unió Democràtica Croata (HDZ)
- Centre Democràtic (DC)
- Unió Cristiano-Demòcrata Croata (HKDU)

Resultats del 2005.